# Вулиця Вербицького (Львів)
Вулиця Верби́цького — вулиця у Франківському районі міста Львова, у місцевості Новий Світ. Пролягає від вулиці Степана Бандери до вулиці Коперника. Прилучається вулиця Ірини Калинець.

## Історія
Вулиця виникла у 1880-х роках. У 1888 році отримала назву Хшановської, на честь дружини коменданта Теребовлі Софії Хшановської, героїні оборони міста у 1675 році. За часів німецької окупації, з 1943 року по липень 1944 року, вулиця мала назву Фоґельвайдеґассе, на честь німецького поета Вальтера фон дер Фоґельвайде. З 1946 року називалася вулицею Даргомижського, на честь російського композитора Олександра Даргомижського.
Сучасна назва — з 1992 року, на пошану українського композитора Михайла Вербицького.

## Забудова
В архітектурному ансамблі вулиці Михайла Вербицького переважають класицизм та віденська сецесія. Більшість будинків внесено до Реєстру пам'яток архітектури місцевого значення.

### Будинки
№ 4 — вілла споруджена у 1890 році (проєкт затверджено 27 лютого 1890 року, будівництво завершене 31 грудня 1890 року) архітектором Людвіком Бальдвін-Рамултом як власне помешкання. Будинок двоповерховий, цегляний, тинькований, побудований на перепаді рельєфу на підвалах. Зведений у стилі романтизму, але з використанням художніх прийомів північного ренесансу та німецьких народних мотивів. Має три вежеподібні прямокутні виступи фасадів з південно-східної, північно-східної та південно-західної сторін, вкриті вальмовими дахами і чотиригранними наметами з заломами схилів. Північно-західна частина будинку — одноповерхова, перекрита трисхилим дахом, південна частина — двоповерхова, перекрита напіввальмовим чотирисхилим дахом. На гребенях дахів встановлені металеві ковані навершя, на північно-східній вежі — флюгер. Вікна прямокутні, з півциркульним завершям, оформлені обрамленням. Входи в будинок розташовані з північного сходу, південного заходу та південного сходу, парадним є північно-східний вхід. На рівні першого поверху південно-західний кут будинку охоплює тераса. Цей будинок є одним з характерних зразків неоромантичної течії у львівській архітектурі пізнього історизму. Будинок внесений до Реєстру пам'яток архітектури місцевого значення під охоронним № 74-м.
Архітектор Людвік Балдвін-Рамулт збудував також і сусідній будинок — № 6. Будинок зведений у 1891 році у стилі французького неоренесансу і призначався для письменника Я. К. Зелінського. Будинок прямокутний за планом, двоповерховий, з мансардою та цокольним поверхом. Фасад несиметричний, з одного боку — напівкругла вежа з конічною покрівлею. Будинок внесений до Реєстру пам'яток архітектури місцевого значення під охоронним № 893-м. В цьому будинку міститься заклад дошкільної освіти № 34.
Житловий будинок № 9 зведений у 1894—1910 роках у стилі пізнього історизму, з використанням декоративних елементів епохи класицизму та бароко. Автором проєкту був архітектор Альфред Каменобродський, замовником — Я. Г. Мюллер. Будинок триповерховий, з підвалом, Г-подібний в плані, тинькований. Фасадна стіна на рівні першого поверху рустована, вікна прямокутні, на першому поверсі оздоблені замковими каменями, на другому — обрамленням «з вушками» та лучковими сандриками з рельєфними жіночими голівками. На другому поверсі — два симетрично розташовані кам'яні балкони з балюстрадою та кронштейнами. У 1911 році до будинку з тильного, північно-східного боку прибудували двоповерхову офіцину. Незабаром будинок перейшов у власність Українського педагогічного товариства та був перепланований. У 1913 році архітектор Володимир Підгородецький здійснив реконструкцію та надбудову флігеля. Будинок внесений до Реєстру пам'яток архітектури місцевого значення під охоронним № 75-м.
Будинок № 11 зведений у 1908 році для власниці Ю. Каменобродської у типовому для тих часів стилі модерн з елементами класицизму. Будинок триповерховий, цегляний, тинькований, П-подібний. Семивіконний фасад має центральний ризаліт на три вікна, увінчаний трикутним фронтоном, в тимпані фронтону — овальне слухове вікно. Вхід розташований по центральній осі симетрії, над входом — прямокутний балкон, на масивних волютоподібних консолях, огороджений металевою кованою решіткою. Вікна прямокутні, прикрашені трикутними сандриками. Симетрично з обох сторін між двома крайніми вікнами фасаду розташовані барельєфи у вигляді великих смолоскипів, оздоблених гірляндами. Будинок внесений до Реєстру пам'яток архітектури місцевого значення під охоронним № 76-м.
Будинок № 13 зведений як прибутковий у 1910 році, у стилі пізнього історизму. Будинок триповерховий, цегляний, тинькований, з секційним внутрішнім плануванням. Центральний фасад має сім вікон, композиційно симетричний. Перший поверх оздоблений рустом. Над центральним входом, який веде у внутрішнє подвір'я, знаходиться прямокутний балкон з кованою огорожею, на трьох консолях, оздоблених рельєфним орнаментальним декором. Вікна другого та третього поверхів розділені пілястрами, які на другому поверсі — рустовані, на третьому — декоровані ліпними вінками з дубових листків з гірляндами, над якими розташовані лев'ячі маскарони. В простінках між пілястрами — фактурний тиньк. Третій поверх декорований орнаментальним фризом із квітами соняшника, характерними для українського модерну. Будинок внесений до Реєстру пам'яток архітектури місцевого значення під охоронним № 77-м.
Будинок № 14 споруджений у 1898 році як прибутковий. Авторами проєкту був архітектор Альфред Каменобродський, замовниками — Іоганна та Катерина Дашків. Триповерховий цегляний, тинькований будинок у стилі пізнього історизму первісно мав Г-подібну форму, але у 1911 році за замовленням нової власниці В. Сенько архітектор Чеслав Мюллер прибудував з тильного боку житловий триповерховий флігель. Перший поверх лінійно рустований по фактурному тиньку. Вікна прямокутні, на першому поверсі та підвальні оформлені замковими каменями, на другому — прикрашені замковими каменями та бароковими сандриками, на третьому — прикрашені обрамленням з «вушками», замковими каменями у формі модульйона та прямими сандриками на консолях. На другому та третьому поверхах три центральні вікна зближені один до одного. На другому поверсі посередині фасаду розташований балкон, з рясно орнаментованою металевою загорожею. Фасад увінчаний фронтоном з датою будівництві у тимпані. Збереглися первісні литі металеві загорожі сходів та ліпнина стін. Будинок внесений до Реєстру пам'яток архітектури місцевого значення під охоронним № 78-м.
Триповерховий будинок № 16 споруджений в еклектичному стилі у 1900 році. Будинок внесений до Реєстру пам'яток архітектури місцевого значення під охоронним № 1241-м.

## Пам'ятники, пам'ятні таблиці
27 грудня 2015 року на розі вулиць Степана Бандери, Генерала Чупринки та Михайла Вербицького, відбулося урочисте відкриття пам'ятника видатному українському композитору, авторові музики до державного гімну України — Михайлу Вербицькому. Авторами пам'ятника є львівські скульптори Володимир і Андрій Сухорські. Монумент має висоту 2,9 метра. Композиція складається з бронзової скульптури — постаті о. Михайла Вербицького та гранітної стели, на якій вирізьблені ноти мелодії Українського гімну. Замовником на проектування, виготовлення та встановлення пам’ятника було Львівське регіональне суспільно-культурне товариство «Надсяння». Виготовлення та встановлення пам’ятника відбулося за доброчинні пожертви.

Світлини вуличної забудови
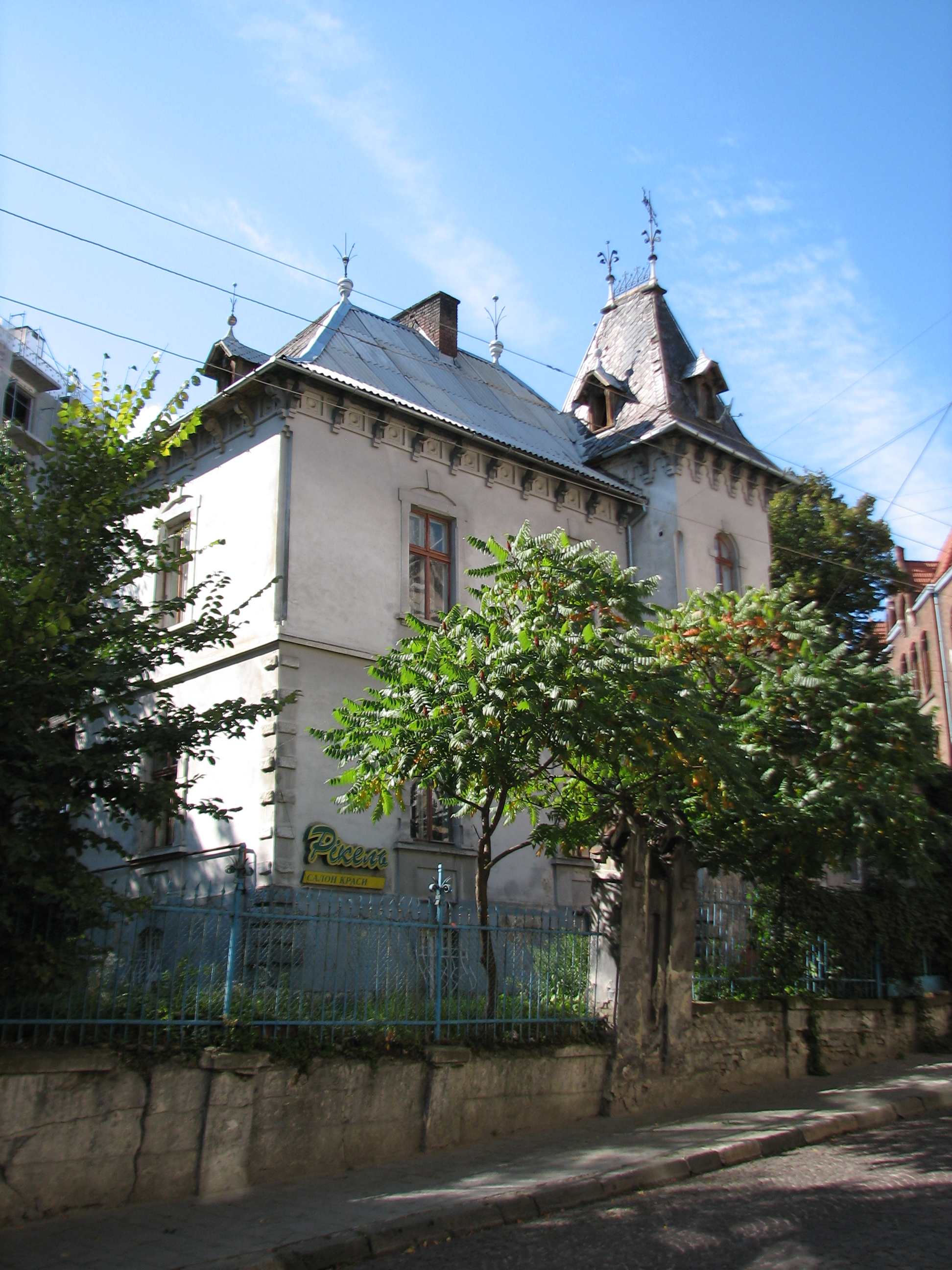
Будинок № 4
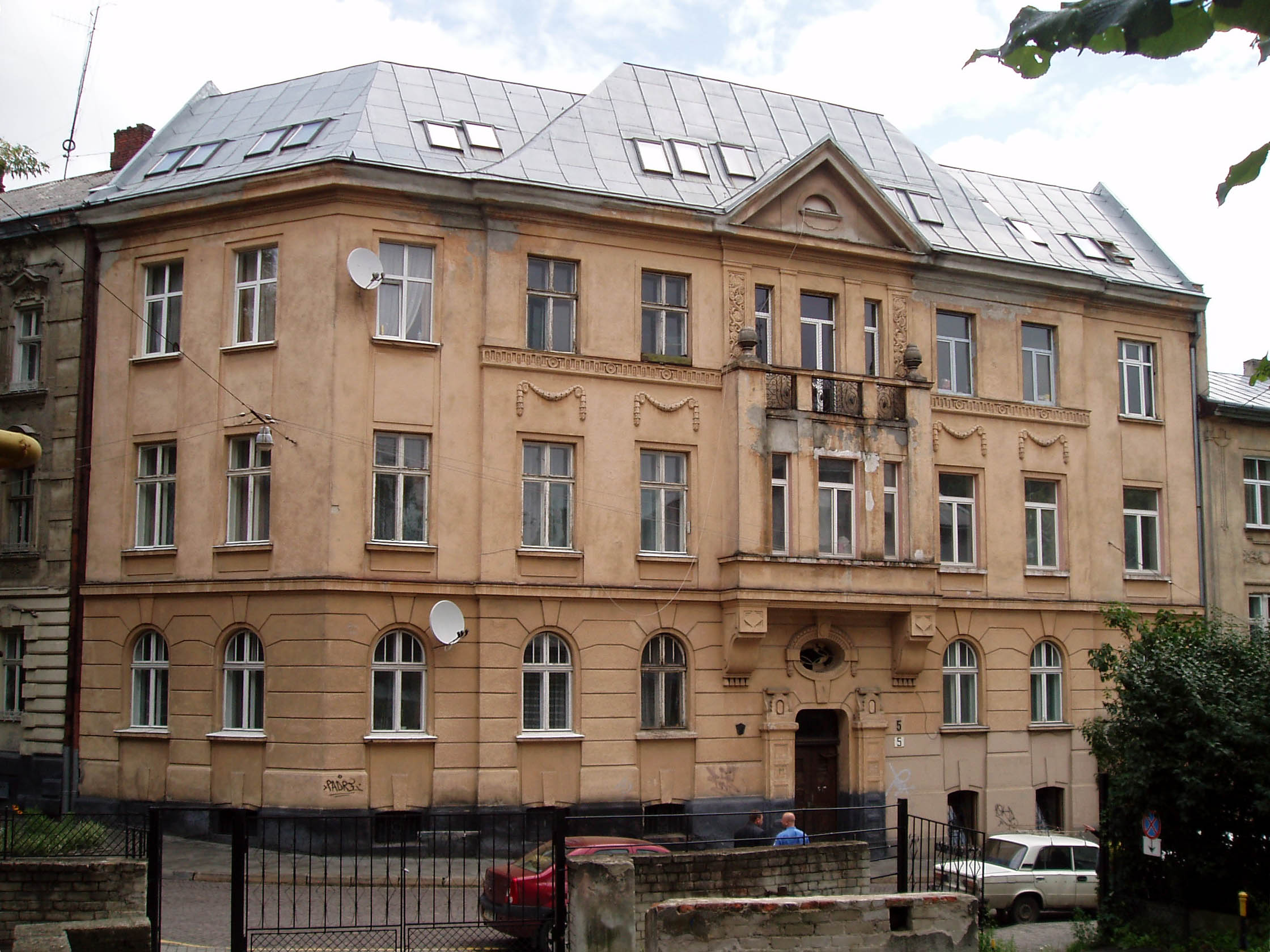
Будинок № 5
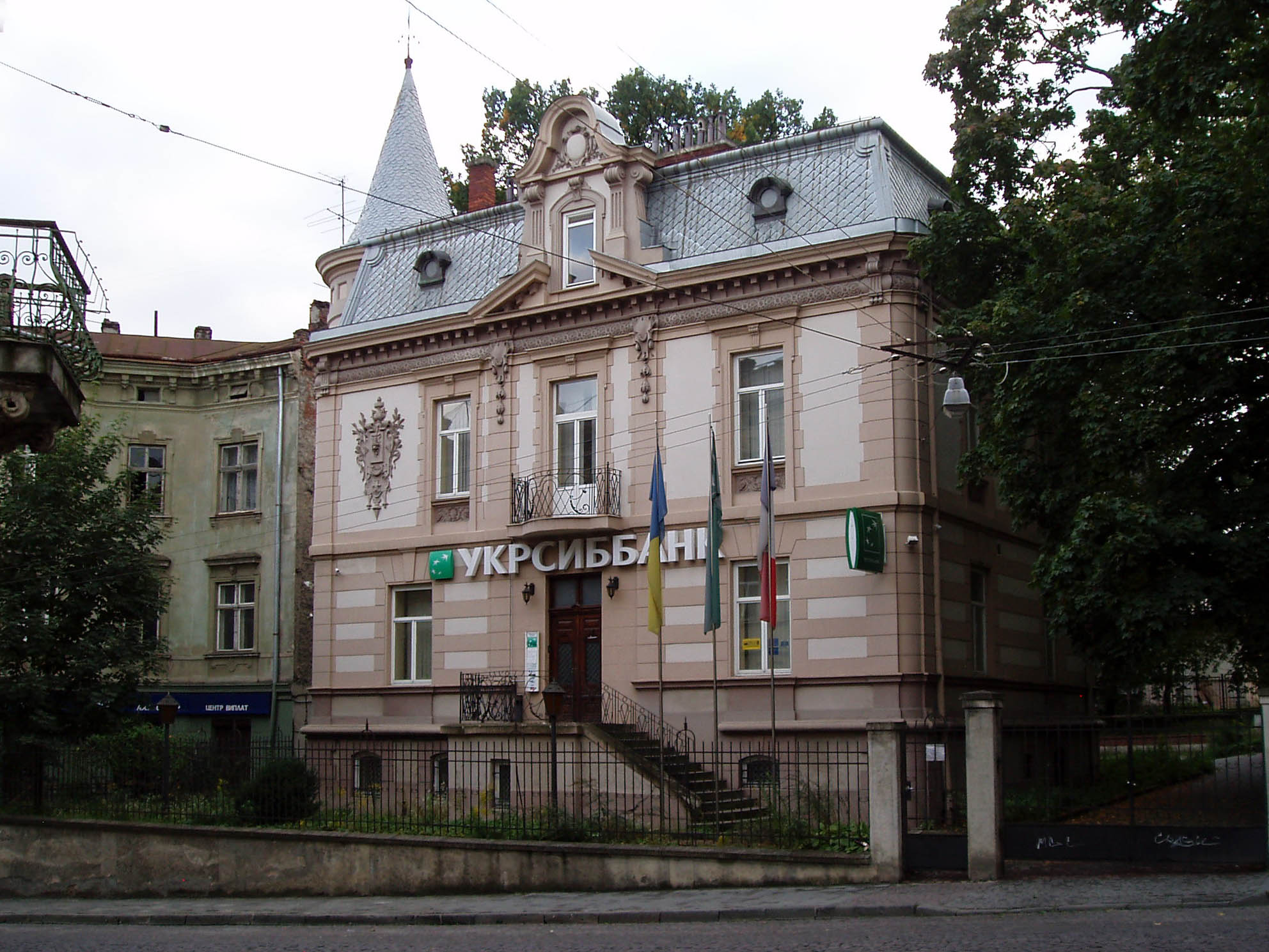
Будинок № 6
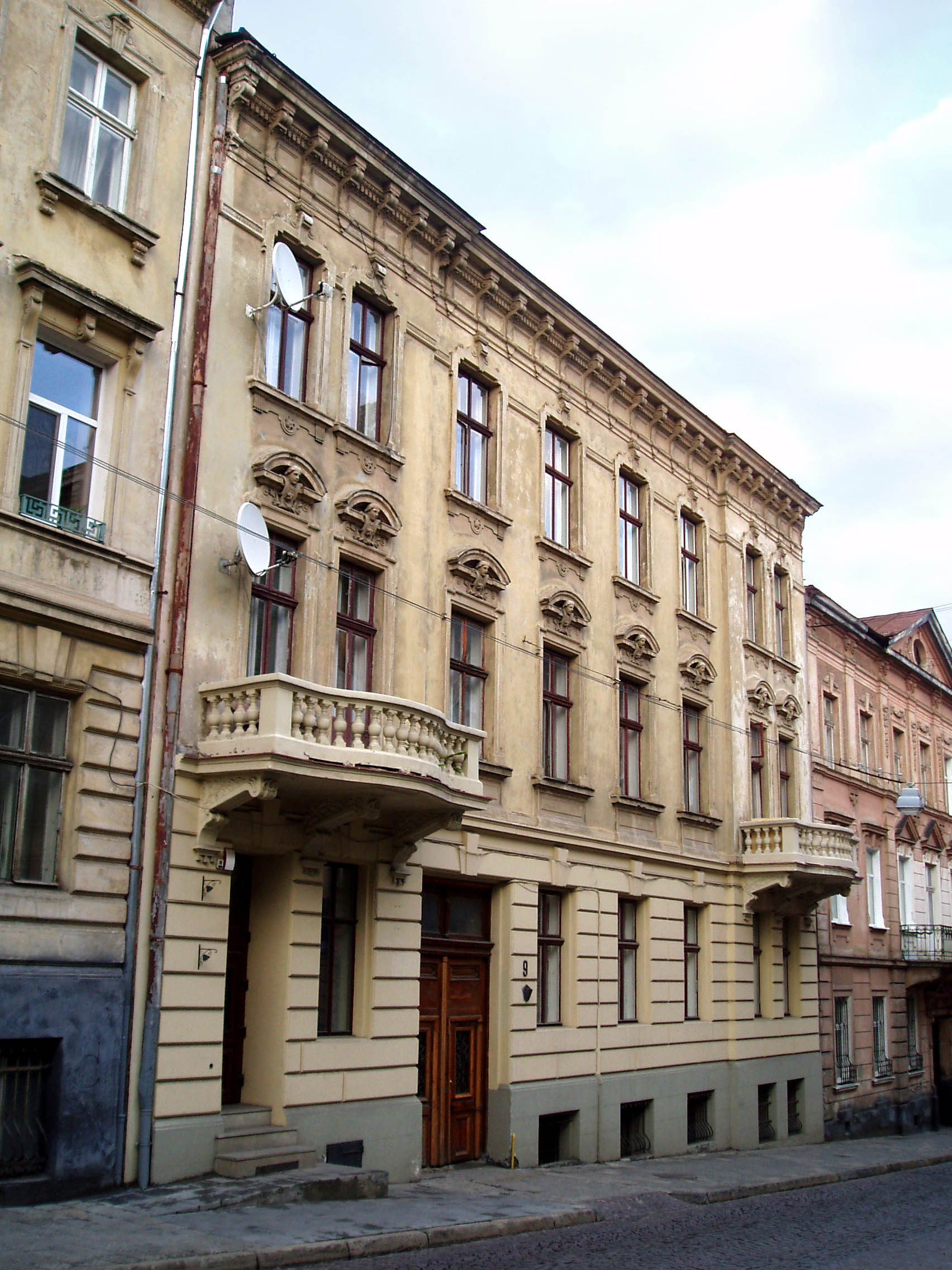
Будинок № 9
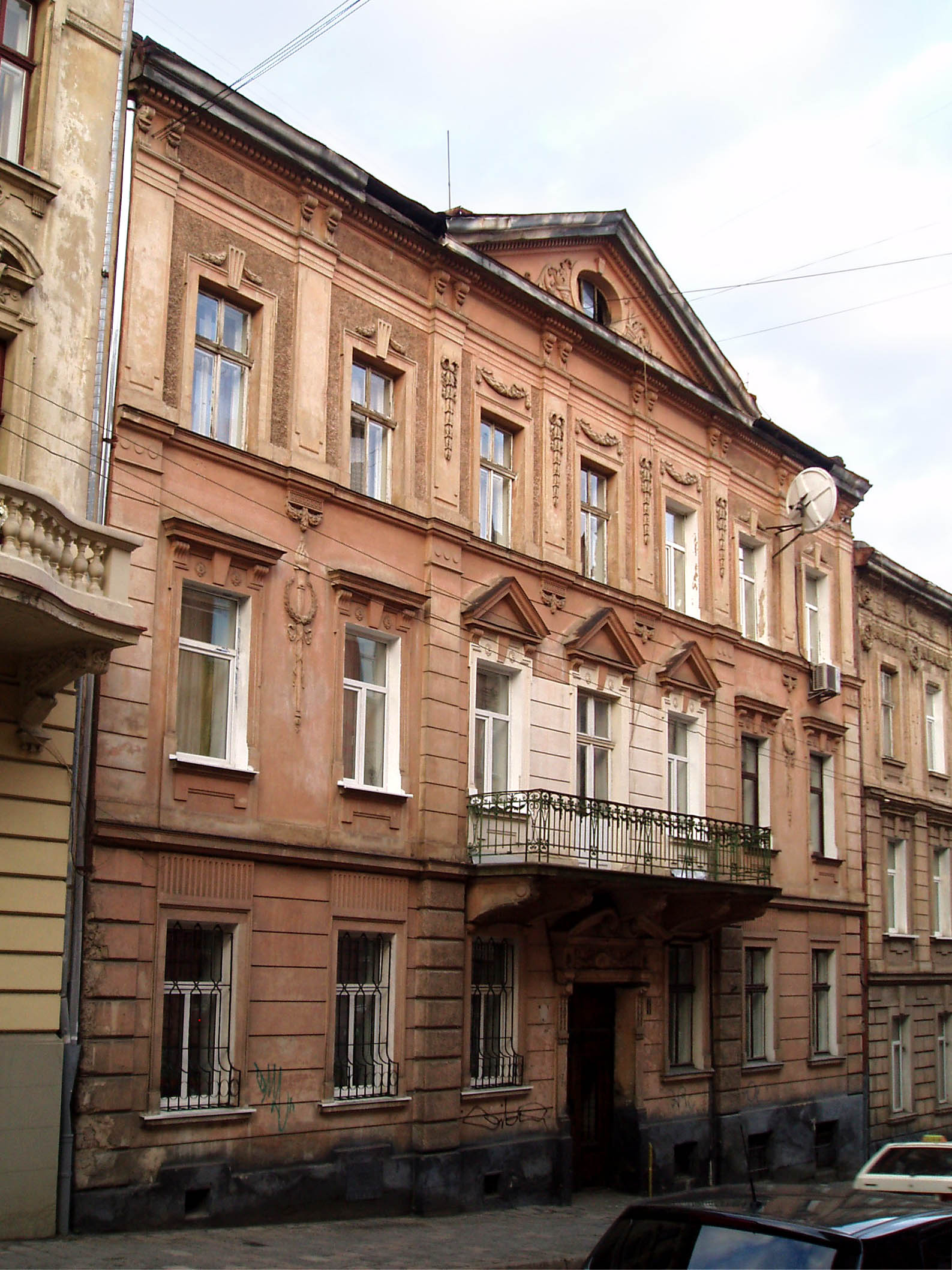
Будинок № 11
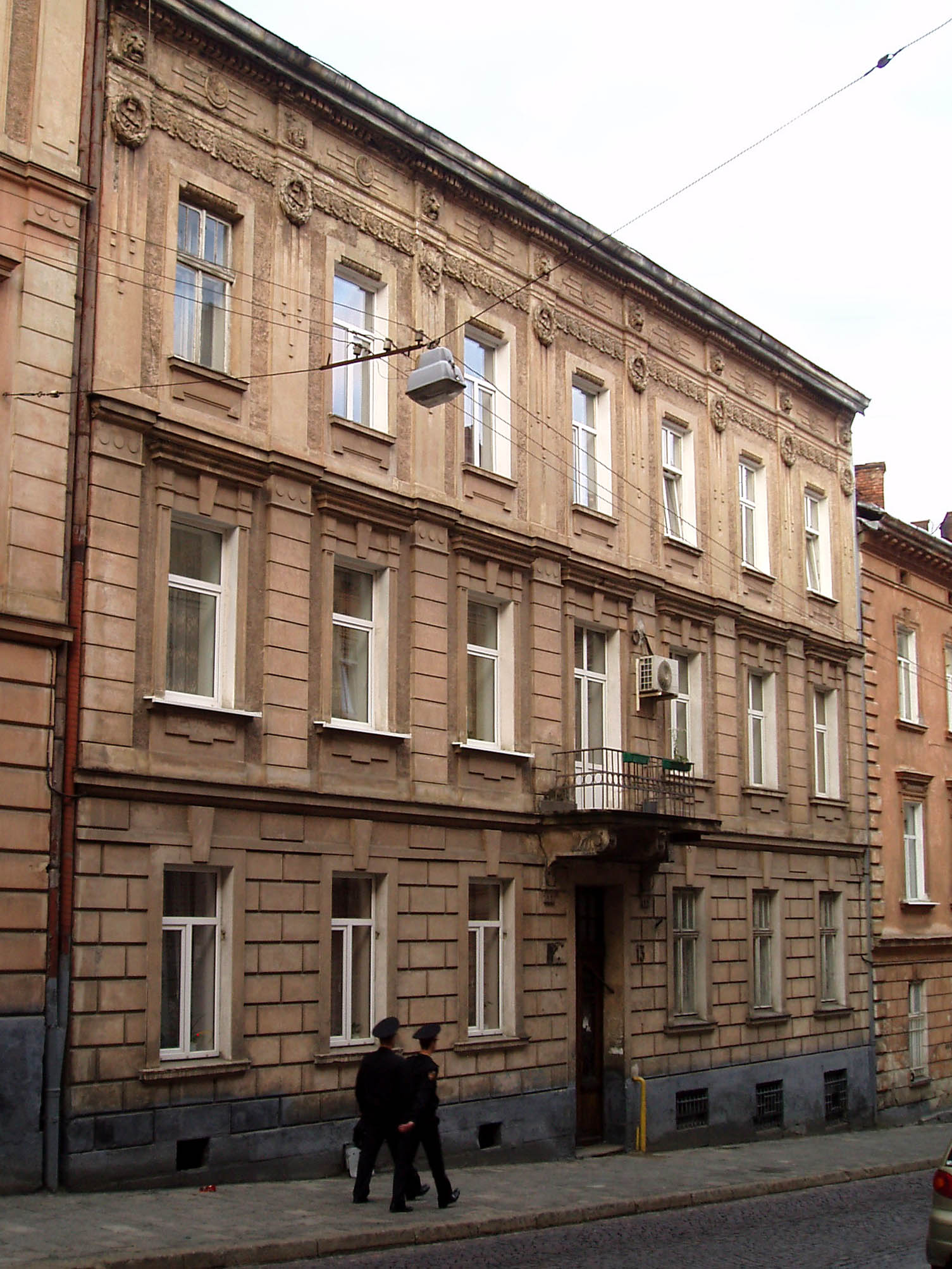
Будинок № 13
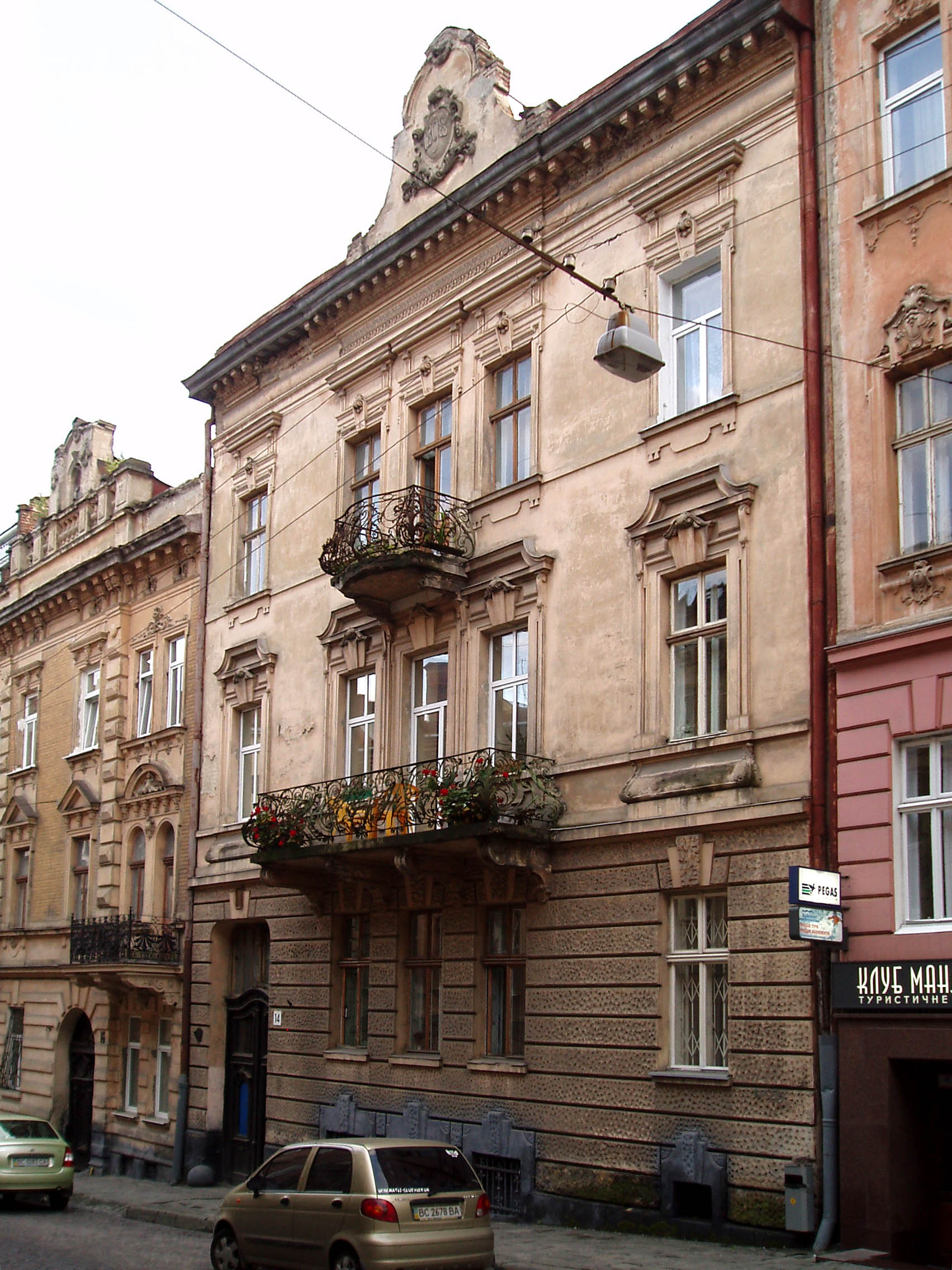
Будинок № 14
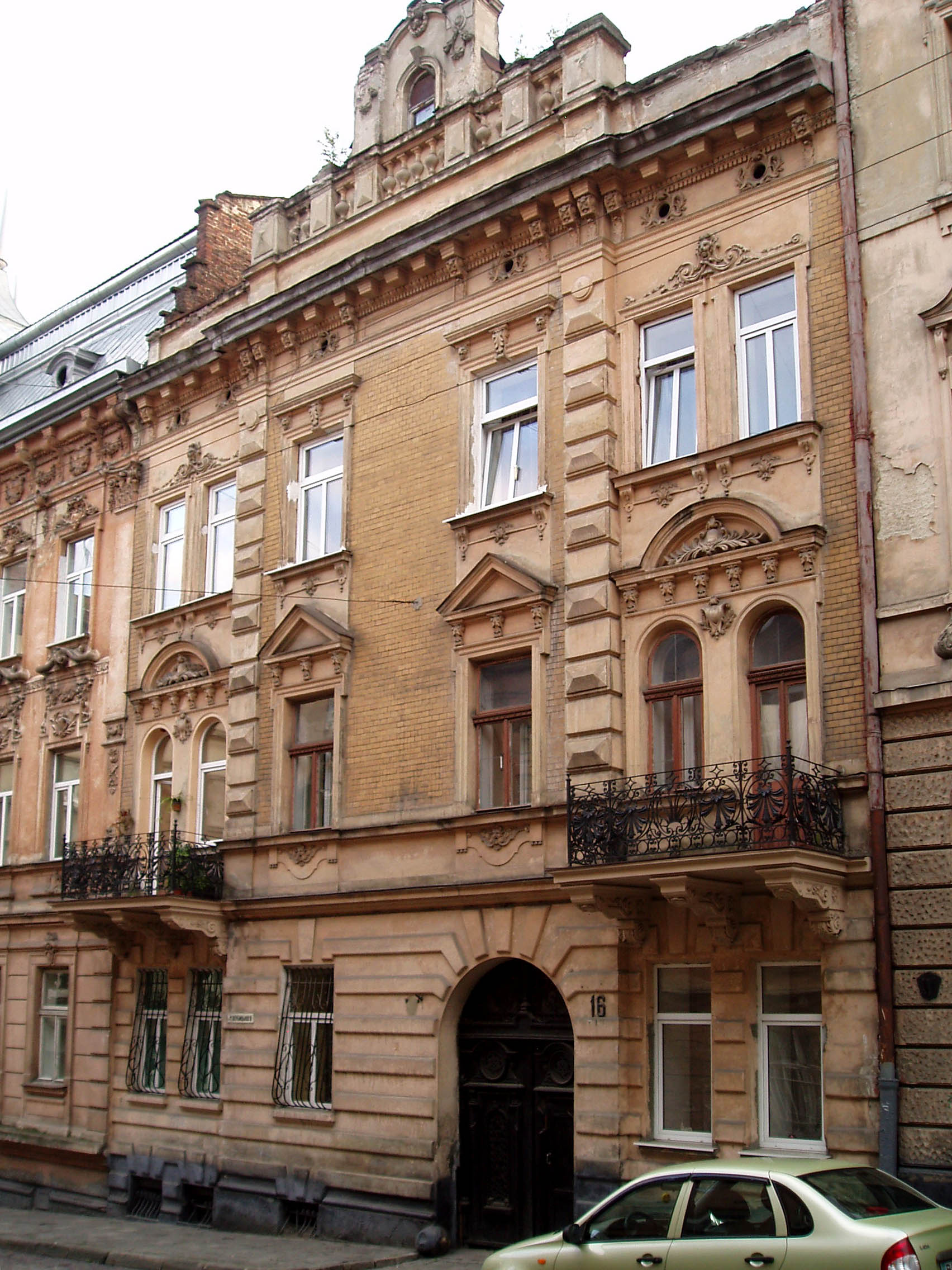
Будинок № 16